# New Hampshire Motor Speedway
New Hampshire Motor Speedway är en amerikansk racerbana, bestående av en oval över 1,058 miles (cirka 1,7 km), samt en road course.

## Historia
Banan byggdes till 1989 som en road course, och expanderades kort därefter till en oval för NASCAR:s Winston Cup Series. Även CART adderades till schemat efter några år, men när serien splittrades i två gick bana över till IndyCar Series under tre års tid. Banan har oftast varit välbesökt i NASCAR-tävlingarna, och det hålls två tävlingar på banan. Två dödskrascher under testkörning för mindre kända förare år 2000 fick NASCAR att köra med restriktorplatta under ett race på banan, men det experimentet föll inte väl ut, och efter att bilarnas säkerhet förbättrats körs bilarna numera som normalt. Banrekordet för NASCAR ligger på 133 miles per hour, vilket motsvarar cirka 215 km/h.